# Lucindale
Lucindale – miasto w Australii, w stanie Australia Południowa.